# Kirche Mariä Geburt (Naxxar)

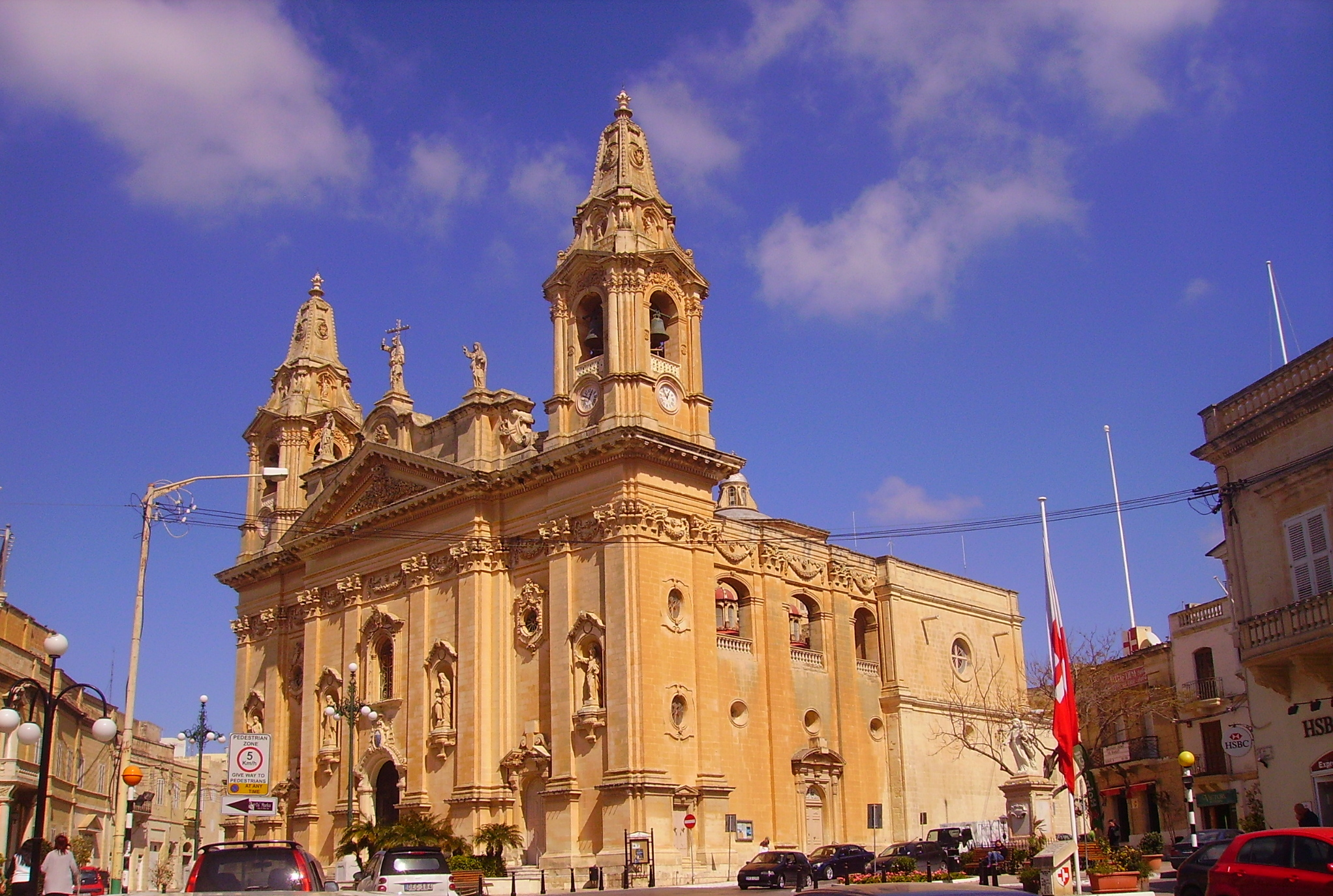
Kirche Mariä Geburt, Naxxar

Die Mariä-Geburt-Kirche (maltesisch Il-knisja Arċipretali u Matriċi tat-Twelid ta' Marija) ist die römisch-katholische Pfarrkirche von Naxxar, Malta.
Die Kirche wurde zwischen 1614 und 1630 in Form eines Lateinischen Kreuzes erbaut. Im frühen 20. Jahrhundert wurden Seitenschiffe zugefügt und die Kirche bekam eine neue Fassade.
Am Anfang des 17. Jahrhunderts war dies die Gemeindekirche für den ganzen Norden der Insel; die Gemeinde erstreckte sich bis Mellieħa. Aus dem ursprünglichen Gemeindegebiet wurden die Gemeinden von Għargħur, Mosta, Mellieħa und St. Paul’s Bay gebildet.

## Quelle
- Infotafel vor der Kirche